# Чурилково (Рязанская область)
Чурилково — деревня в Рыбновском районе Рязанской области, административный центр Чурилковского сельского поселения.

## География
Расположена на берегу реки Меча в 13 км на северо-запад от райцентра Рыбное.

## История
В XIX — начале XX века деревня входила в состав Старолетовской волости Зарайского уезда Рязанской губернии. В 1905 году в деревне было 78 дворов.
С 1929 года деревня входила в состав Старолетовского сельсовета Рыбновского района Рязанского округа Московской области, с 1937 года — в составе Рязанской области, с 2005 года — административный центр Чурилковского сельского поселения.

## Население
| 1859 | 1906 | 2010 |
| ---- | ---- | ---- |
| 377  | ↗636 | ↘381 |